# Centochiodi
Centochiodi è un film del 2007, scritto e diretto da Ermanno Olmi.
Uscito nelle sale italiane il 30 marzo 2007, è stato poi presentato fuori concorso al 60º Festival di Cannes nel maggio 2007.

## Trama
Un giovane professore di filosofia della religione che insegna all'università di Bologna, con un clamoroso gesto simbolico di ribellione – "crocifigge" letteralmente cento preziosi incunaboli della biblioteca universitaria – abbandona la propria vita di intellettuale affermato, scompare senza lasciare alcuna traccia e, mentre le forze dell'ordine lo cercano per quel vandalismo sacrilego, sceglie di stabilirsi in una casa in rovina lungo le rive del fiume Po, dove «impara a vivere con lentezza, a entrare in sintonia con la natura» e viene accolto con semplicità dagli abitanti del luogo, che lo chiamano, scherzosamente ma non troppo, Gesù, per il suo aspetto e la sua scelta di vita.
Entrato a far parte della comunità, partecipa alle feste di paese, viene aiutato a ricostruire il rudere che ha scelto come casa, il suo silenzioso carisma conquista tutti, ma fa amicizia in modo particolare con un giovane postino ed una ragazza che lavora in panetteria e che si innamora di lui.
Viene infine trovato dai Carabinieri quando cerca di utilizzare la propria carta di credito per aiutare i suoi nuovi amici, pesantemente multati per le costruzioni abusive a ridosso degli argini, nelle quali trascorrono le loro giornate. Ammette la responsabilità del proprio gesto ed ottiene gli arresti domiciliari, ma non ritorna più nella sua casa sul fiume, dove è atteso invano.

## Le riprese

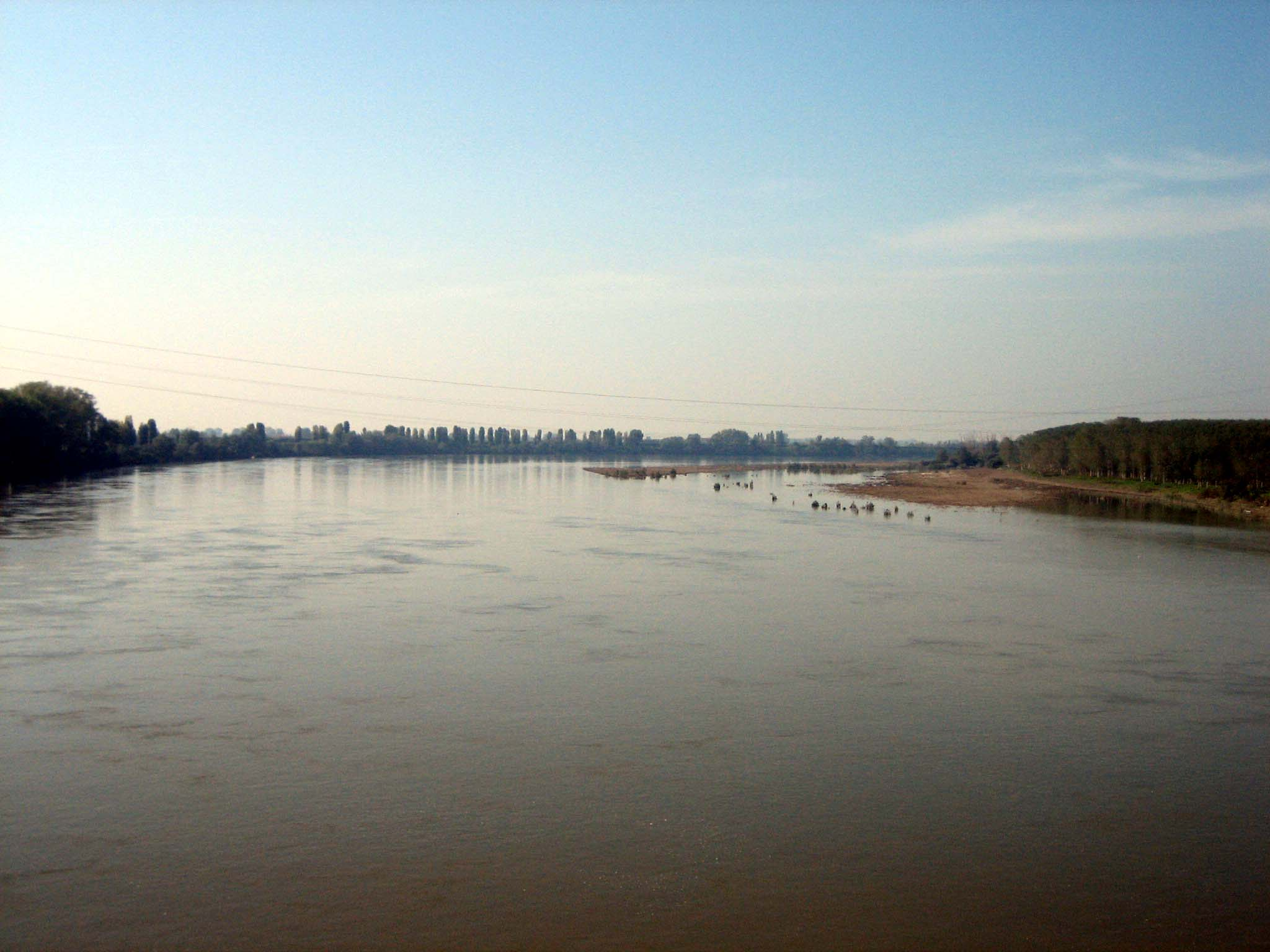
Il Po nei pressi di Mantova

Il film è stato girato nella primavera-estate 2005 fra Bologna e la provincia di Mantova (San Benedetto Po, Bagnolo San Vito). Ermanno Olmi torna a girare "lungo il fiume" (titolo di un suo documentario per la Rai del 1992): «Ho cominciato a frequentare e conoscere i fiumi quando facevo il documentarista per la società elettrica Edison (…) Il fiume assomiglia molto allo sviluppo della creazione della vita. È un processo di trasformazione continua. (…) un cammino lento, continuo, inesorabile (…) Il Po è il fiume per eccellenza. Tutti gli sputano addosso, gli pisciano sopra, gli fanno ogni genere di cose. Ma lui continua il suo corso, tranquillo, portando tutto con sé fino al mare».

## Il cast
Ermanno Olmi non conosceva neppure Raz Degan, quando l'ha scelto per essere il protagonista di questo suo ultimo film narrativo: «Facevo il casting. Ad un certo punto vedo il primissimo piano di un volto che ha catturato subito la mia attenzione. Uno sguardo che partiva dal profondo. (...) In quella espressione ho colto la prima condizione esistenziale che ricerco: la consapevolezza. (...) Abbiamo parlato, ci siamo capiti, abbiamo comunicato, messo in comune i nostri pensieri». Perfetto per il suo aspetto da "nazareno", Degan è stato però doppiato da Adriano Giannini.
Nel cast 3 giovani esordienti: Luna Bendandi nel ruolo della panettiera, Andrea Lanfredi nel ruolo del postino e Amina Syed nel ruolo della studentessa.
Buona parte del cast è costituita da attori non professionisti.

## Le parole del protagonista
- «La verità è che la religione non salva il mondo. Non ne fa un luogo migliore».
- «C'è più verità in una carezza che in tutte le pagine di questi libri».
- «Dio non parla con i libri. I libri servono qualsiasi padrone e qualsiasi Dio».
- «Dio [è] il massacratore del mondo. Non ha salvato nemmeno suo figlio sulla croce».
- «Nel giorno del giudizio sarà lui [Dio] a dover rendere conto di tutta la sofferenza del mondo».
- «Tutti i libri del mondo non valgono un caffè con un amico».

## Accoglienza del pubblico
Girato nel 2005, avrebbe dovuto essere pronto per il Natale di quell'anno, ma l'uscita è stata via via rimandata, è saltata la partecipazione alla Mostra di Venezia 2006 ed è infine uscito solo all'inizio del 2007, quasi due anni dopo.
Con 2,346 milioni di euro è stato il 69º incasso della stagione cinematografica italiana 2006/07 (il quattordicesimo italiano). Ha incassato circa il doppio rispetto al precedente Cantando dietro i paraventi, ma circa un milione in meno rispetto a Il mestiere delle armi.

## Accoglienza della critica
I giudizi sul film sono stati influenzati da due fattori esterni rispetto alle considerazioni puramente estetiche: da un lato, il sempre acceso dibattito politico e culturale su religione e laicismo nella società contemporanea, dall'altro il fatto che Olmi si sia detto intenzionato ad abbandonare con quest'opera il cinema di finzione per ritornare ai documentari, con cui aveva iniziato la propria carriera, hanno dato al film la connotazione di "film-testamento", a cui tributare quindi una particolare attenzione, estesa ad una considerazione generale sull'intera opera dell'autore.
Sono stati espressi giudizi opposti, anche sugli stessi giornali, riguardo l'aderenza o meno al Cristianesimo dello spirito del film:
- «un'opera profondamente cristiana e ferocemente anti-clericale» (Alberto Crespi, L'Unità, 24 marzo 2007)
- «Il film di Olmi è altamente cristiano, del Cristianesimo umile e spirituale, quello che sa che Dio lo si adora in spirito e verità. Olmi dice che la verità non è quella dei libri, ma quella che coincide con l'autenticità della vita, con l'esperienza di unità e fratellanza tra gli uomini, con l'onestà intellettuale verso se stessi che fa rifiutare antiche dottrine dogmatiche e morali che hanno perso ogni contatto vitale con l'evoluzione del mondo. Il primo a inchiodare i libri sacri è stato Gesù quando diceva: "Vi è stato detto, ma io vi dico"» (Vito Mancuso, Panorama, 12 aprile 2007)
- «(...) un'opera contraria al Cristianesimo e alla sua tradizione culturale» (Francesco Alberoni, Panorama, 10 maggio 2007)

Una selezione di critiche:
- «Olmi ha il coraggio di mettere in scena un nuovo apologo su Gesù Cristo con un impeto polemico che evoca Dostoevskij, una nitidezza d'immagini che fa pensare a Bresson, una leggerezza danzante vicina a Fellini. (...) un'invettiva senza acrimonia ma determinata, dura e pura, contro coloro che manipolano il senso della vita, della fede, dei libri» (Roberto Nepoti, La Repubblica, 30 marzo 2007).
- «l'ultimo film dell'austero e autorevole Ermanno Olmi profonde un calore narrativo, un'apertura visionaria e un'euforia spirituale che non hanno termini di confronto nel cinema italiano odierno; quando, però, ci si dispone a raccoglierne e rielaborarne tematiche e messaggi, monta una molesta e persistente sensazione di banalità e ripetitività predicatorie. (...) un film semplice ed eloquente nella sua fusione col paesaggio e coi corpi e un altro film concettoso e zoppicante a causa di un discorso premeditato e preesistente» (Valerio Caprara, Il Mattino, 31 marzo 2007)
- «un film straordinario, soltanto in apparenza semplice e scandaloso. (...) È [una parabola] trasgressiva con passione e lucidità. Con grazia. Non dissacra, come qualche spettatore penserà, ma desacralizza la cultura, la dottrina, i libri» (Morando Morandini, FilmTV, 3 aprile 2007).
- «Molti sono rimasti incantati e commossi; ma è lecito anche rimanere scettici per quanto di programmatico vi è nella parabola» (Alberto Pezzotta, Il Corriere della Sera, 4 aprile 2007).
- «Olmi ricorda De Sica, Rossellini, Fellini in questo suo magnifico e commovente «paradosso» morale che scorre nel lento fiume con antiche melodie e denuncia la colpevole inutilità delle mediazioni cultural-spirituali (...) Proviamo gratitudine per la sua lezione di vita & cinema» (Maurizio Porro, Il Corriere della Sera, 6 aprile 2007).
- «Al di là del dibattito teologico, l'ultimo film di Olmi è un intenso racconto sulla fatica di vivere (e di credere) di fronte al silenzio di Dio» (Claudio Carabba, Il Corriere della Sera Magazine, 12 aprile 2007).

## Riconoscimenti
Ai David di Donatello 2007 ha ottenuto ben otto candidature, come miglior film, miglior regia, sceneggiatura, produttore, fotografia, scenografia, musica, canzone, ma ha conquistato solo il Premio Film Commission Torino Piemonte, attribuito dalla critica.
Ai Nastri d'argento 2007 ha ottenuto tre candidature, per miglior soggetto, fotografia e montaggio.